# Aeroportul Markovo
Aeroportul Markovo (IATA: KVM, ICAO: UHMO) este un aeroport din Districtul autonom Ciukotka, Rusia ce deservește zona Markovo⁠(d). Aeroportul a fost tranzitat în 2021 de 2.636 de pasageri.
aeroportul dispune de o singură pistă.